# 第58回ヴェネツィア国際映画祭
第58回ヴェネツィア国際映画祭は、2001年8月29日から9月8日にかけて開催された。

## 上映作品

### コンペティション部門
| 日本語題                      | 原題                       | 監督                       | 製作国         |
| ----------------------------- | -------------------------- | -------------------------- | -------------- |
| アザーズ                      | The Others                 | アレハンドロ・アメナーバル | スペイン       |
|                               | Quem És Tu?                | ジョアン・ボテリョ         | ポルトガル     |
| 赤い月の夜                    | Luna rossa                 | アントニオ・カプアーノ     | イタリア       |
| ハリウッド★ホンコン           | 香港有個荷里活             | フルーツ・チャン           | 香港           |
| BULLY ブリー                  | Bully                      | ラリー・クラーク           | アメリカ合衆国 |
| 天国の口、終りの楽園。        | Y tu mamá también          | アルフォンソ・キュアロン   | メキシコ       |
| 白と黒の恋人たち              | Sauvage innocence          | フィリップ・ガレル         | フランス       |
| エデン                        | Eden                       | アモス・ギタイ             | イスラエル     |
| 受取人不明                    | 수취인불명                 | キム・ギドク               | 韓国           |
| ウェイキング・ライフ          | Waking Life                | リチャード・リンクレイター | アメリカ合衆国 |
| ナビゲーター ある鉄道員の物語 | The Navigators             | ケン・ローチ               | イギリス       |
| モンスーン・ウェディング      | Monsoon Wedding            | ミーラー・ナーイル         | インド         |
|                               | How Harry Became a Tree    | ゴラン・バスカリェーヴィチ | アイルランド   |
| 1票のラブレター               | Raye makhfi                | ババク・パヤミ             | イラン         |
| 愛の勝利                      | The Triumph of Love        | クレア・ペプロー           | イギリス       |
| ぼくの瞳の光                  | Luce dei miei occhi        | ジュゼッペ・ピッチョーニ   | イタリア       |
|                               | Dupa-amiaza unui tortionar | ルシアン・ピンティリエ     | ルーマニア     |
| ビハインド・ザ・サン          | Abril Despedaçado          | ウォルター・サレス         | ブラジル       |
| ドッグ・デイズ                | Hundstage                  | ウルリヒ・ザイドル         | オーストリア   |
|                               | Loin                       | アンドレ・テシネ           | フランス       |

## 審査員
- ナンニ・モレッティ （ イタリア/映画監督） 審査員長
- アミタヴ・ゴーシュ （ インド/作家）
- イエジー・スコリモフスキ （ ポーランド/映画監督）
- ジャンヌ・バリバール （ フランス/女優、歌手）
- テイラー・ハックフォード （ アメリカ合衆国/映画監督）
- セシリア・ロス （ スペイン/女優）
- ヴィベク・ウィンドレフ （ デンマーク/プロデューサー）

## 受賞結果
- 金獅子賞：『モンスーン・ウェディング』（ミーラー・ナーイル）
- 銀獅子賞：ババク・パヤミ （『1票のラブレター』）
- 審査員特別大賞：『ドッグ・デイズ』（ウルリヒ・ザイドル）
- 男優賞：ルイジ・ロ・カーショ （『ぼくの瞳の光』）
- 女優賞：サンドラ・チェッカレッリ （『ぼくの瞳の光』）
- マルチェロ・マストロヤンニ賞：ディエゴ・ルナ、ガエル・ガルシア・ベルナル （『天国の口、終りの楽園。』）
- 脚本賞：アルフォンソ・キュアロン、カルロス・キュアロン （『天国の口、終りの楽園。』）
- ルイジ・デ・ラウレンティス賞：『Kruh in mleko』（ヤン・シヴィトコヴィッチ）